# Université de Piura

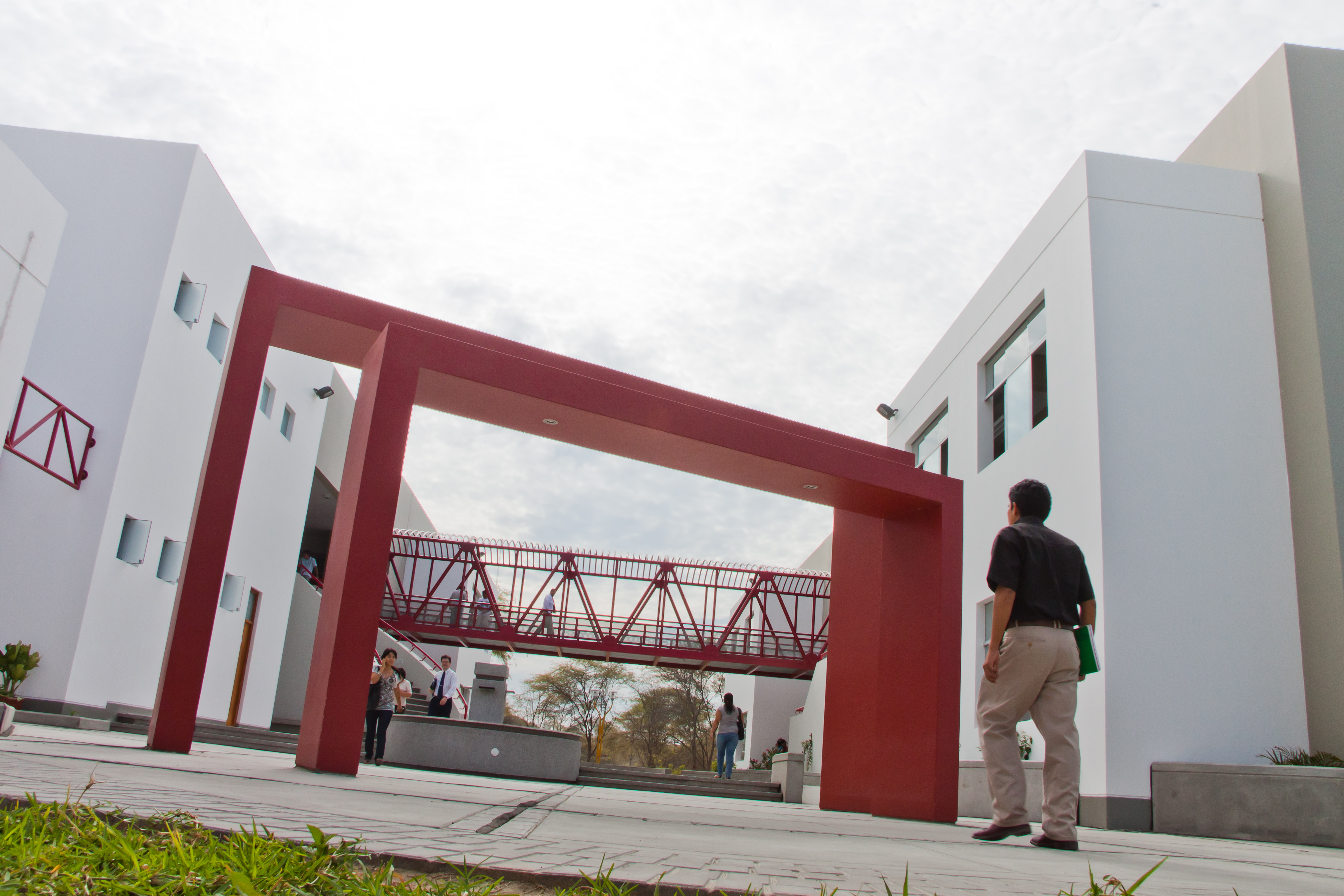
Faculté de droit de l'université.

L'université de Piura (Universidad de Piura, UDEP) est une université privée du Pérou. Elle possède deux campus, le principal étant à Piura et l'autre, plus récent, à Miraflores, quartier de Lima.
C'est en 1964 que Josemaría Escrivá, fondateur de l'Opus Dei, décide de la fondation de cet établissement qui obtient le titre d'université en 1969. Son recteur est Sergio Balarezo Saldaña. L'université compte plus de 10 000 étudiants.

## Campus

### Piura
Le campus de Piura s'étend sur 130 hectares dont la moitié était autrefois désertique. Cette étendue a été plantée d'arbres. Les bâtiments datent de la fin des années 1960 et ont été financés en partie par des soutiens internationaux.

### Lima
L'UDEP possède deux campus à Lima. Les premières années étudient à Miraflores hors du centre-ville de Lima et les étudiants en Business Management étudient à Surco, autre quartier de Lima. Son programme de MBA est reconnu comme l'un des meilleurs du Pérou.

## Facultés

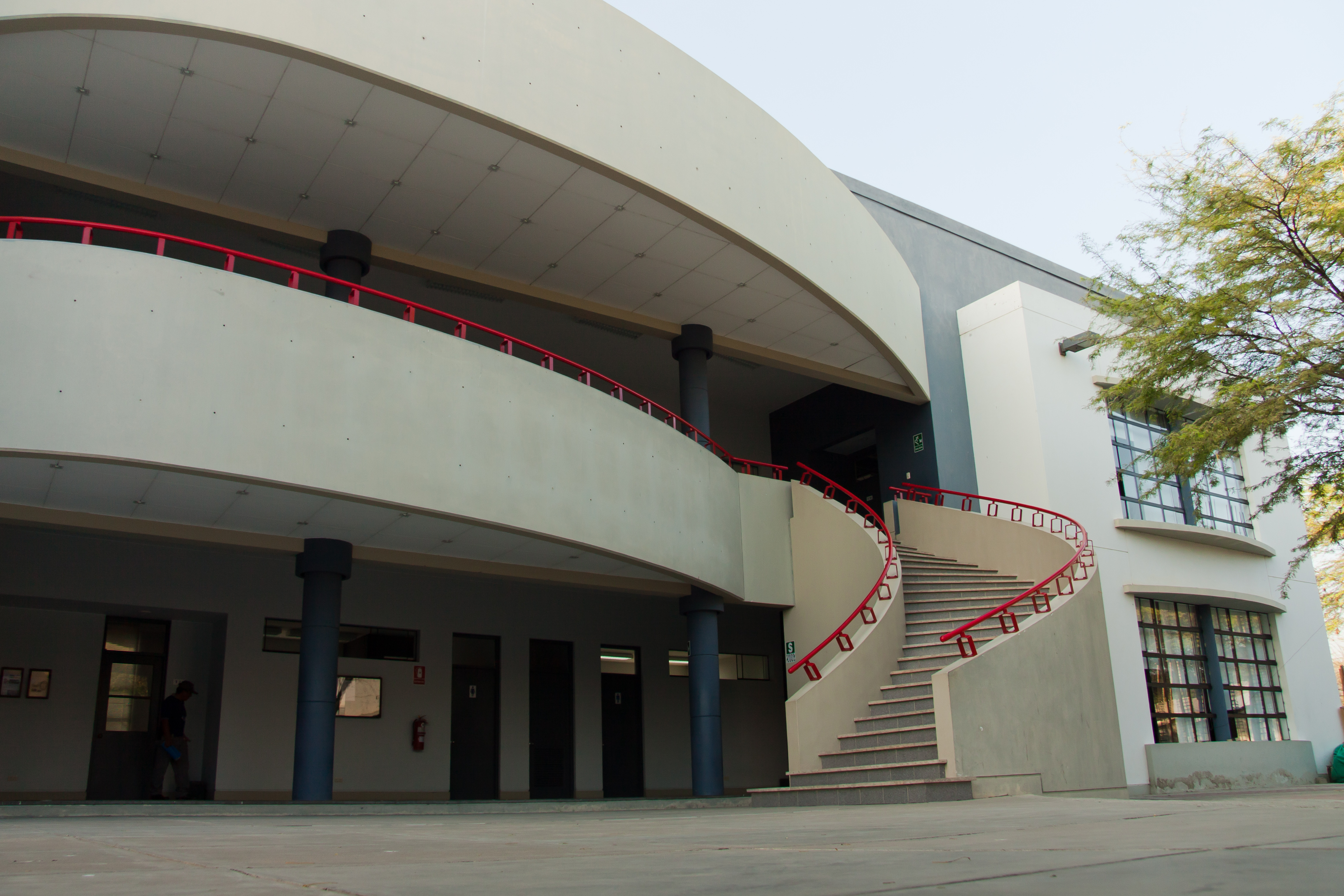
École de technologie supérieure.

### Faculté des sciences de l'éducation
- Département d'éducation préprimaire
- Département d'éducation primaire
- Département d'éducation secondaire

### Faculté d'économie et de business
- Département de mathématiques
- Département de marketing
- Département de finance
- Département de politique des affaires
- Département d'administration générale
- Département de comptabilité
- Département d'économie
- Département de management de service

### Faculté de communication
- Département de communication audiovisuelle et de média en ligne
- Département de marketing
- Département de journalisme

### Faculté de droit
- Département des fondamentaux de la loi
- Département de droit public
- Département de droit privé

### Faculté des humanités
- Département d'histoire, géographie et art
- Département de langues et de lettres
- Département de philosophie
- Département du management culturel
- Département de psychologie

### Faculté du génie
- Département des sciences du génie
- Département de génie industriel et des systèmes
- Département de génie électrique mécanique
- Département de génie civil
- Institut d'hydraulique, d'hydrologie et de technologie sanitaire
- Département d'architecture